# Mark Milligan
Pour les articles homonymes, voir Milligan.
Mark Milligan, né le 4 août 1985 à Sydney en Nouvelle-Galles du Sud, est un footballeur international australien qui joue au poste de défenseur.

## Biographie

### Carrière en club
Le 1er juillet 2019, il rejoint Southend United.

### Carrière internationale
Mark Milligan compte 41 sélections et 3 buts avec l'équipe d'Australie depuis 2006. 
Il est convoqué pour la première fois par le sélectionneur national Guus Hiddink pour un match amical contre le Liechtenstein le 7 juin 2006 peu avant le début de la coupe du monde 2006 en Allemagne. Il est entré en jeu à la 85e minute du match. Il est un des deux joueurs de l'A-League dans l'équipe d'Australie de football à la coupe du monde 2006, l'autre étant Michael Beauchamp.
Sa première titularisation a lieu le 16 août 2006 contre le Koweït à l'occasion d'un match des éliminatoires de la Coupe d'Asie 2007. Par la suite, le 3 mars 2010, il inscrit son premier but en sélection contre l'Indonésie, lors d'un match des éliminatoires de la Coupe d'Asie 2011.
En 2015, il remporte la Coupe d'Asie des nations dans une finale opposant l'Australie à la Corée du Sud.
Lors de la Coupe des Confédérations 2017, Milligan joue les trois matchs de l'Australie, dont deux en tant que capitaine en l'absence de Mile Jedinak. Malgré un but marqué face au Cameroun sur pénalty, Milligan ne parvient à éviter l'élimination de l'Australie du tournoi.
Sélectionné pour la Coupe du Monde 2018, il y joue les trois matchs de l'Australie dans leur intégralité.

## Palmarès

### En club
- Avec le Sydney FC
  - Champion d'Australie en 2006

- Avec le Melbourne Victory
  - Champion d'Australie en 2015 et 2018[4]

### En sélection nationale
- Vainqueur de la Coupe d'Asie des nations 2015

### Distinctions personnelles
- Membre de l'équipe type de l'A-League en 2013, 2014 et 2015
- Meilleur joueur de la finale de l'A-League en 2015

## Statistiques

### Statistiques de joueur
| Saison                | Club                  | Championnat           | Championnat | Championnat | Coupe(s) nationale(s) | Coupe(s) nationale(s) | Compétition(s) continentale(s) | Compétition(s) continentale(s) | Compétition(s) continentale(s) | Playoffs | Playoffs | Autres compétitions | Autres compétitions | Australie | Australie | Total | Total |
| Saison                | Club                  | Division              | M.          | B.          | M.                    | B.                    | Comp.                          | M.                             | B.                             | M.       | B.       | M.                  | B.                  | M.        | B.        | M.    | B.    |
| 2005-2006             | Sydney FC             | A-League              | 8           | 0           | -                     | -                     | -                              | -                              | -                              | 2        | 0        | 2                   | 0                   | 1         | 0         | 13    | 0     |
| 2006-2007             | Sydney FC             | A-League              | 15          | 0           | -                     | -                     | -                              | -                              | -                              | 2        | 1        | -                   | -                   | 4         | 0         | 21    | 1     |
| 2007-2008             | Sydney FC             | A-League              | 13          | 0           | -                     | -                     | -                              | -                              | -                              | 2        | 0        | -                   | -                   | 1         | 0         | 16    | 0     |
| 2008-2009             | Newcastle United Jets | A-League              | 11          | 1           | -                     | -                     | -                              | -                              | -                              | -        | -        | -                   | -                   | -         | -         | 11    | 1     |
| 2009                  | Shanghai Shenhua      | Super League          | 20          | 0           | -                     | -                     | ACL                            | 6                              | 1                              | -        | -        | -                   | -                   | 2         | 0         | 28    | 1     |
| 2010                  | JEF United            | J. League 2           | 15          | 0           | -                     | -                     | -                              | -                              | -                              | -        | -        | -                   | -                   | 2         | 1         | 17    | 1     |
| 2011                  | JEF United            | J. League 2           | 29          | 1           | 2                     | 0                     | -                              | -                              | -                              | -        | -        | -                   | -                   | 2         | 0         | 33    | 1     |
| 2012                  | JEF United            | J. League 2           | 9           | 2           | -                     | -                     | -                              | -                              | -                              | -        | -        | -                   | -                   | 2         | 0         | 11    | 2     |
| 2011-2012             | Melbourne Victory     | A-League              | 10          | 1           | -                     | -                     | -                              | -                              | -                              | -        | -        | -                   | -                   | 1         | 0         | 11    | 1     |
| 2012-2013             | Melbourne Victory     | A-League              | 20          | 8           | -                     | -                     | -                              | -                              | -                              | 2        | 1        | -                   | -                   | 9         | 1         | 31    | 10    |
| 2013-2014             | Melbourne Victory     | A-League              | 19          | 4           | -                     | -                     | ACL                            | 5                              | 1                              | 2        | 0        | -                   | -                   | 6         | 0         | 32    | 5     |
| 2014-2015             | Melbourne Victory     | A-League              | 18          | 1           | 2                     | 0                     | -                              | -                              | -                              | 2        | 0        | -                   | -                   | 9         | 1         | 31    | 2     |
| 2015-2016             | Baniyas SC            | Arabian Gulf League   | 1           | 0           | -                     | -                     | -                              | -                              | -                              | -        | -        | -                   | -                   | 2         | 0         | 3     | 0     |
| Total sur la carrière | Total sur la carrière | Total sur la carrière | 188         | 18          | 4                     | 0                     | -                              | 11                             | 2                              | 12       | 2        | 2                   | 0                   | 41        | 3         | 258   | 25    |

### Buts en sélection
Le tableau suivant liste les résultats de tous les buts inscrits par Mark Milligan avec l'équipe d'Australie.